# Reptilarium
Un reptilarium est un vivarium spécialisé dans la présentation et l'élevage de reptiles.
Par extension, le terme désigne un établissement ou espace zoologique ouvert ou non au public et ayant la même fonction de maintenir en captivité des reptiles vivants.
En complément, les reptilariums peuvent être des installations consacrées à l'éducation du public sur la faune reptilienne et peuvent servir de centres de contrôle pour la collecte de reptiles indésirables que l'on rencontre dans les zones habitées. La plupart fonctionnent comme des entreprises privées à intérêt commercial mais d'autres, en minorité, dépendent de l'État et des collectivités territoriales pour leur gestion et leur financement. Certains reptilariums travaillent avec des reptiles venimeux comme laboratoires de recherche sur le venin. D'autres encore sont tout simplement des zoos spécialisés et dévolus uniquement aux espèces reptiliennes ou alors sont des structures incorporées dans des zoos généralistes et de plus grandes organisations zoologiques.
Les reptilariums ne sont pas toujours des établissements fixes et permanents, mais peuvent à l'occasion être montés pour une exposition de reptiles temporaire voire itinérante.

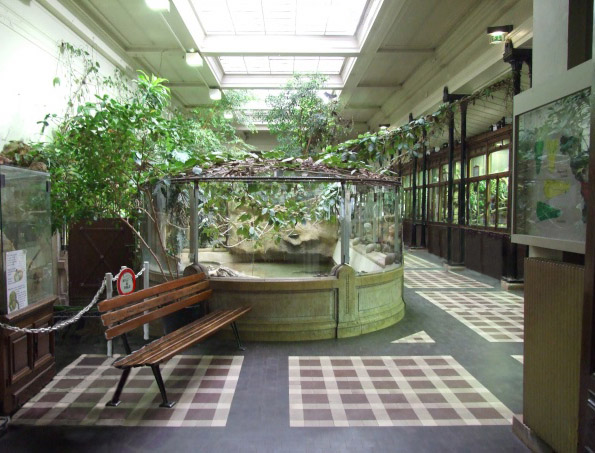
Le reptilarium (1886) du Muséum de Paris privilégie conservation, reproduction et présentation des espèces dans des enclos reproduisant autant que possible leurs biotopes.

Les reptiles sont bien représentés dans les zoos à travers le monde entier, souvent abrités dans des vivariums dédiés, plus ou moins importants. Des aquariums ou des muséums peuvent également comporter de tels espaces herpétologiques. Certains parcs sont même spécialisés dans les reptiles et constituent en soi des reptilariums, comme en France L'île aux Serpents dans la Vienne ou La Ferme aux crocodiles dans la Drôme qui disposent d'enclos. C'est aussi le cas de l'Alice Springs Reptile Centre qui accueille des reptiles endémiques d'Australie, du St. Augustine Alligator Farm Zoological Park en Floride qui est le seul parc où toutes les espèces de crocodiliens sont représentées, ou de Reptile Gardens, à côté de Rapid City dans le Dakota du Sud qui héberge la plus vaste collection de reptiles au monde,.
Certains parcs et zoos acceptent de recueillir des reptiles, considérés sous l'acronyme « NAC » en tant que nouveaux animaux de compagnie, comme, en France, le parc de la Tête d'Or à Lyon qui a construit un bassin où sont accueillies les Tortues de Floride dont leur propriétaire souhaite se défaire, évitant ainsi de disperser cette espèce invasive dans la nature.

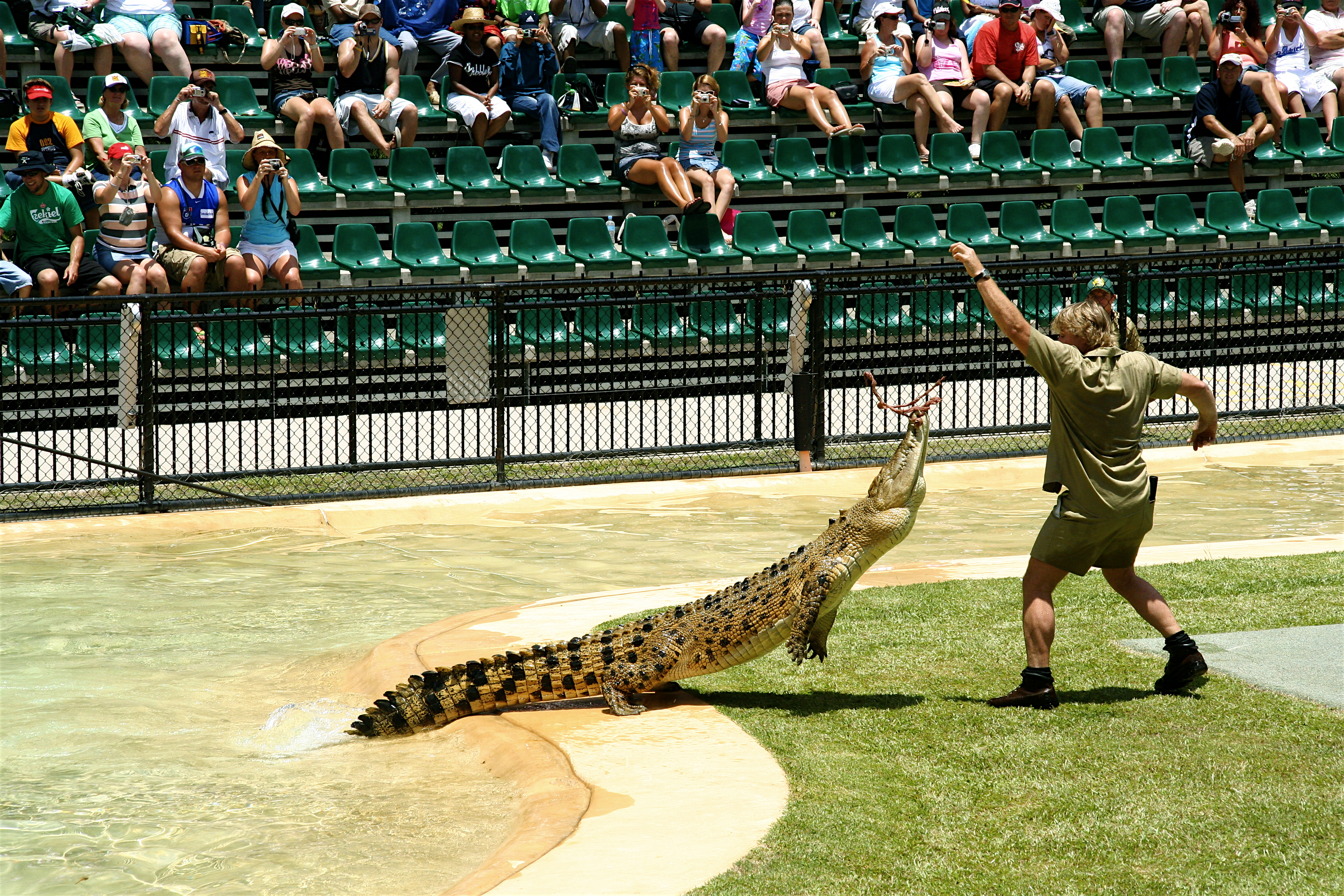
D'autres établissements privilégient les arts du spectacle : nourrissage d'un crocodile marin par Steve Irwin dans son zoo en Australie.

Des démonstrations sont parfois organisées autour de ces animaux, mettant par exemple en scène des dresseurs de crocodiliens qui manipulent ces animaux réputés féroces.